# Клопоти-Станіслави
Клопоти-Станіслави (пол. Kłopoty-Stanisławy) — село в Польщі, у гміні Сім'ятичі Сім'ятицького повіту Підляського воєводства.
Населення — 107 осіб (2011).
У 1975-1998 роках село належало до Білостоцького воєводства.

## Демографія
Демографічна структура станом на 31 березня 2011 року:
|          | Загалом | Допрацездатний вік | Працездатний вік | Постпрацездатний вік |
| -------- | ------- | ------------------ | ---------------- | -------------------- |
| Чоловіки | 59      | 17                 | 29               | 13                   |
| Жінки    | 48      | 11                 | 24               | 13                   |
| Разом    | 107     | 28                 | 53               | 26                   |